# خیابان لمبارد

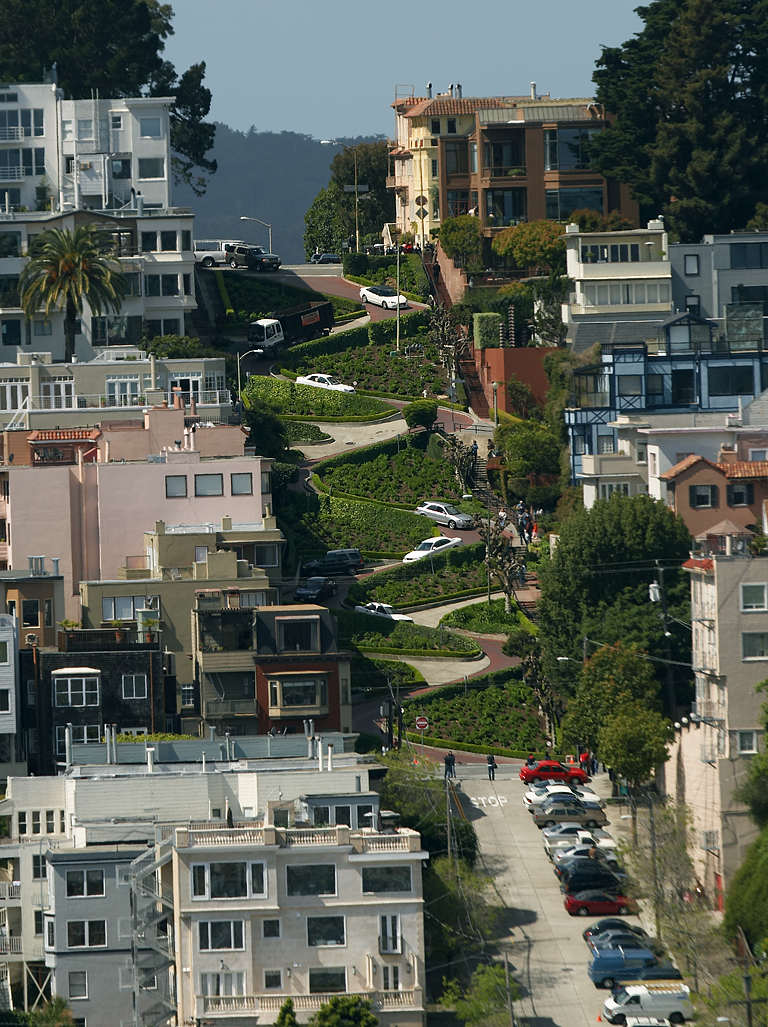
خیابان لمبارد

خیابان لمبارد به انگلیسی (Lombard Street) خیابانی واقع در سان فرانسیسکو در ایالت کالیفرنیاست که بلوارهای آن به شکل زیگزاگ است.

## نگارخانه

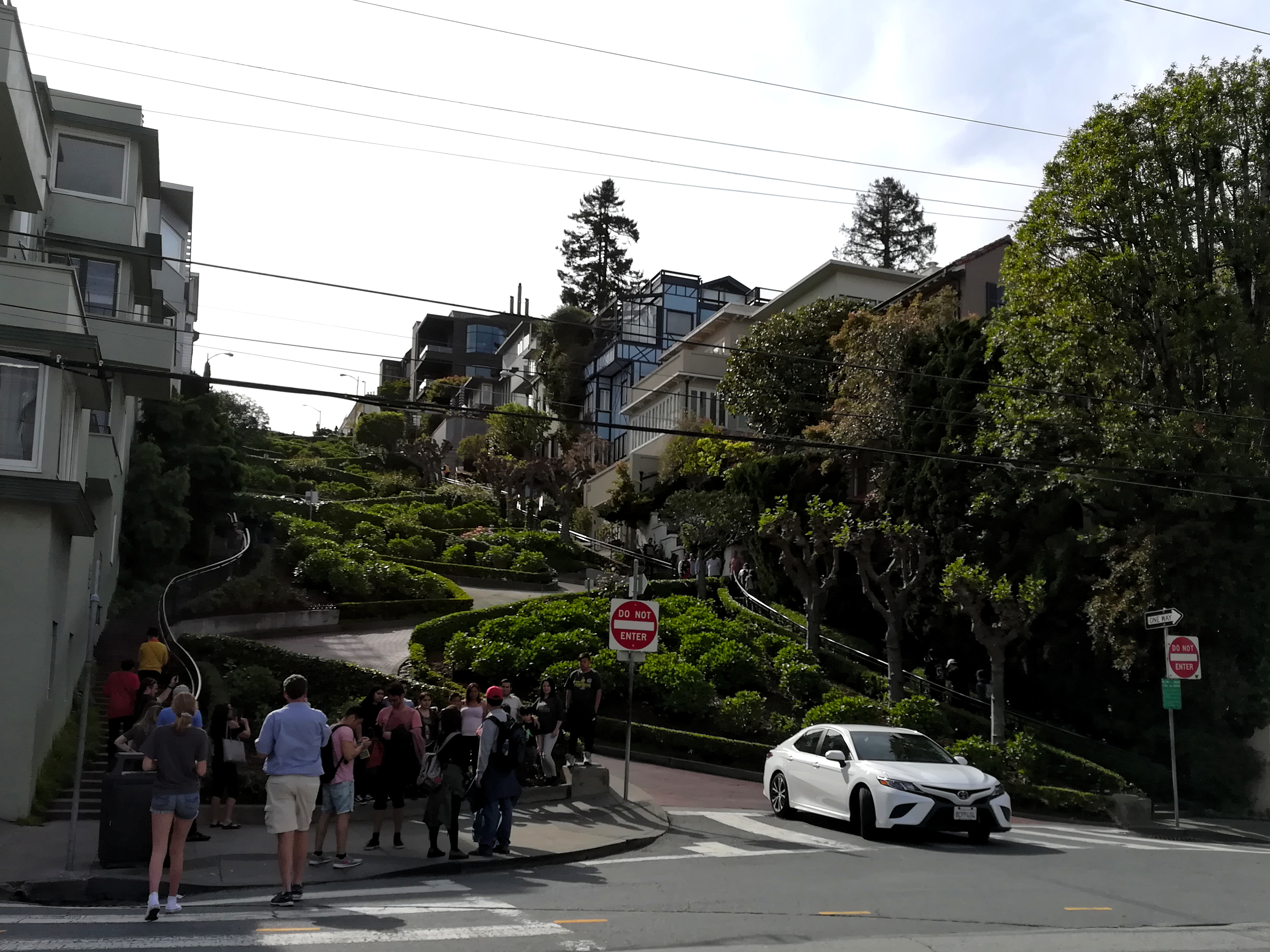
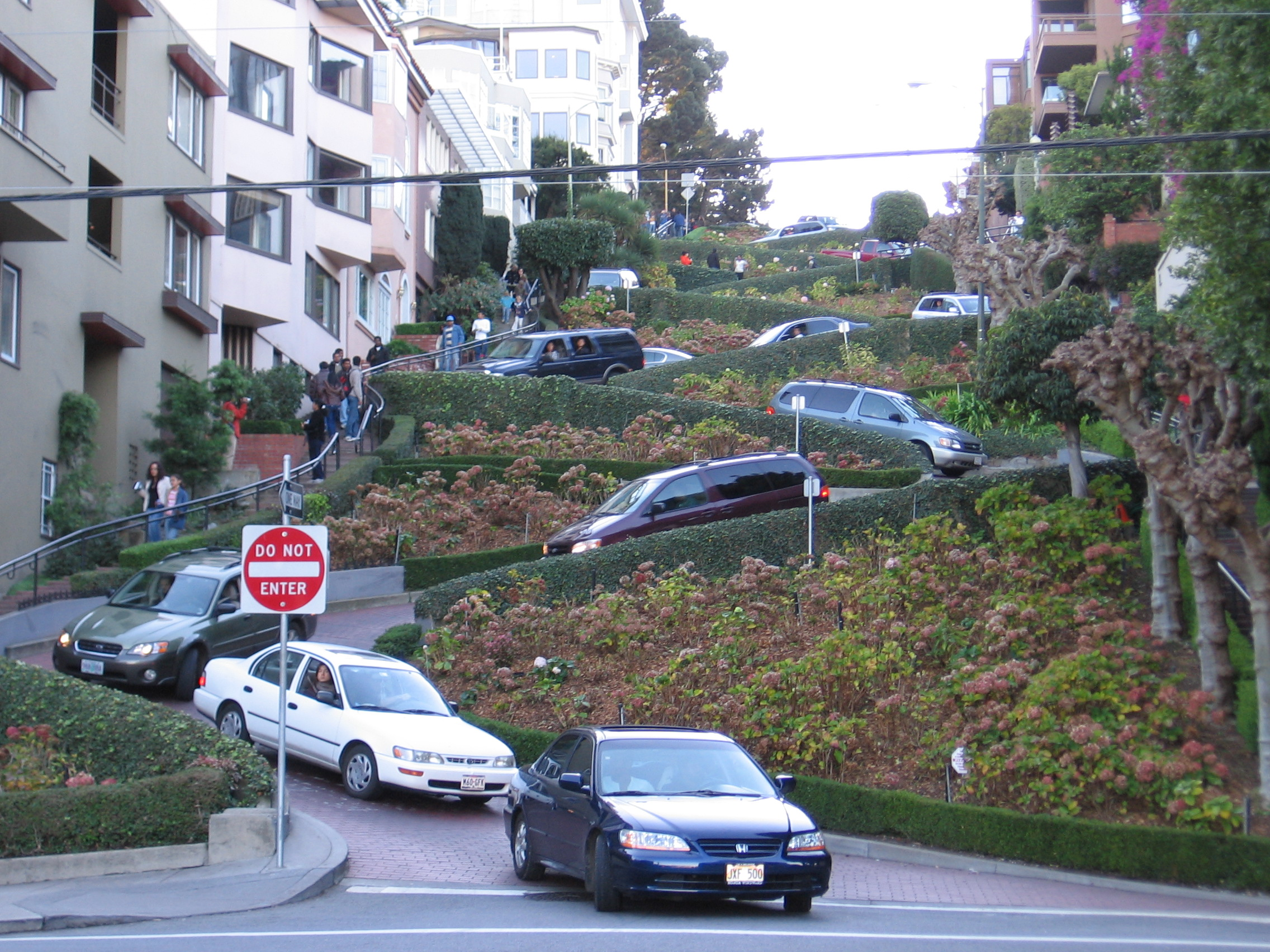
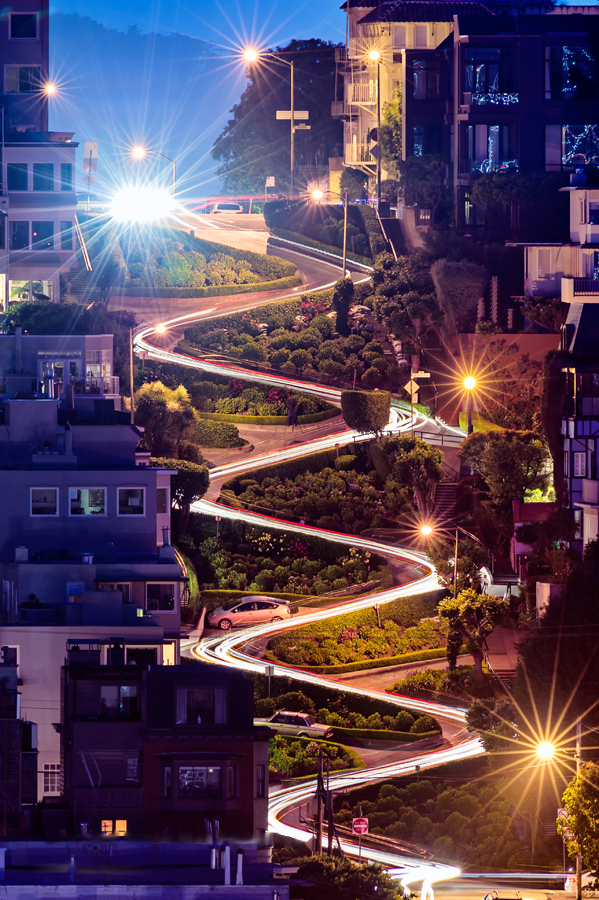
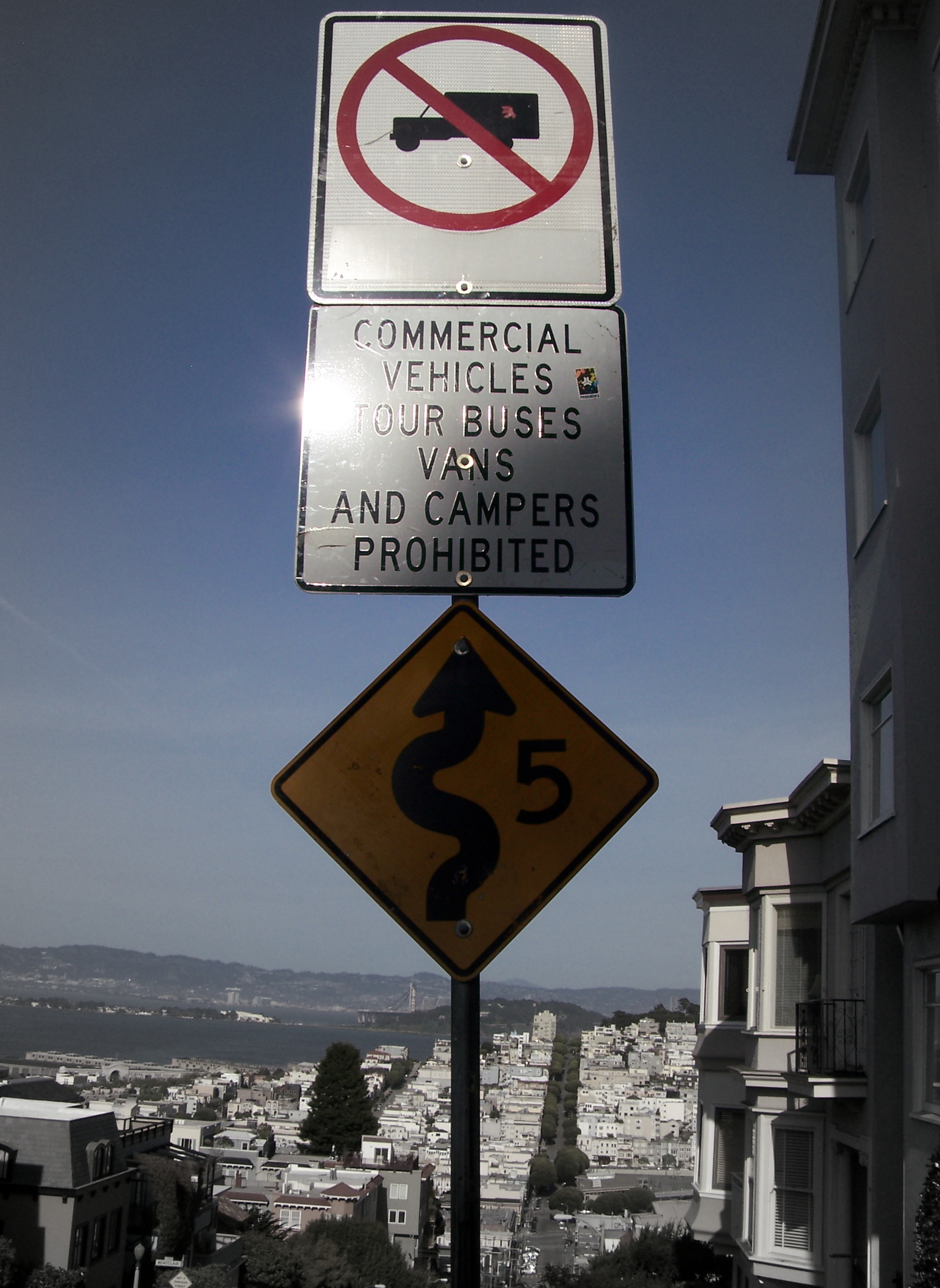